# Commanderie de Rhôdes
La commanderie de Rhôdes est le nom que prend la maison de l'Hôpital de Nusilhes, qui se trouve au lieu-dit de Rhôdes. Ce lieu-dit fut le siège d'une commanderie de l'ordre de Saint-Jean de Jérusalem: « Dépendances de la commanderie de Macon. La Commanderie de Rhodes, fief et forêts sur le territoire de la commune de Château, près Cluny, appartenant aux Hospitaliers. Il y a même encore une petite contrée sur son linage qu'on nomme l'Hôpital, près Rhôdes. En 1449, le commandeur Aymon Bochard en fit faire le terrier. ».
En 1373, la commanderie de Rhôdes était attribuée au grand maréchal de l'Ordre, celui-ci étant également pilier de la langue d'Auvergne